# 大佐三四五
大佐三四五（日语：／ Ōsa Miyogo，1899年—1967年:255）是日本的图书馆学家。

## 生平

### 满铁图书馆

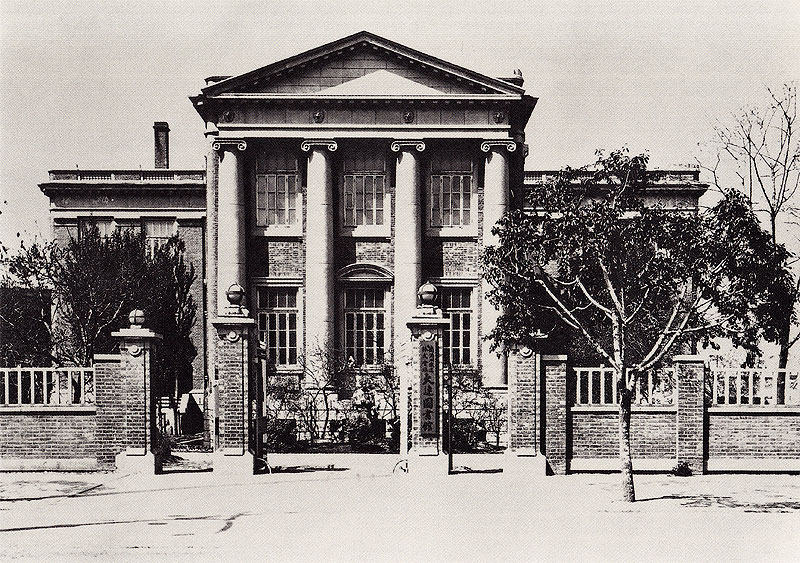
满铁大连图书馆

大佐三四五在1921年3月毕业于同志社大学英文科，4月入职南满洲铁道株式会社（简称“满铁”），配属于满铁大连图书馆。满铁为了培养图书馆人才，选派职员赴美留学；大佐在1924年通过了满铁内部的选拔考试，在1926至1928年被派遣到美国哥伦比亚大学图书馆学校学习，获得了硕士学位，并在毕业后三个月间游历欧洲，了解各国的图书馆。:89-90
大佐基于自己所学，提出参照各国近代图书馆的特点，提出了三点主张：图书购入的协定、目录作业的中央统一化、综合目录的编纂，并在大连图书馆着手实施。:90
1930年，大佐就任满铁抚顺图书馆馆长，并通过图书目录的编纂工作，使得一年间该图书馆的图书借阅本数增加了一半。他提出了当时日本国内所无的“努力改善环境，自然使得读者阅读量增加”的观点。:90
1932年满洲国建立后，大佐致力于图书馆之间的协作。在他的影响下，1935年，满铁各图书馆（大连、奉天图书馆除外）制定了分野协定，1936年5月，大连、奉天图书馆藏书协定缔结。大佐则在1936年2月调任大连图书馆司书係主任。1937年，满铁附属地行政权转交给了满洲国政府，大连、奉天图书馆以外的满铁图书馆也被移交给了满洲国。:91,92
1937年，大佐的著作《洋书目录法的理论与实际》（洋書目録法の理論と実際）发表。该书为日本首部完整而详细描述西方书籍目录法的著作，并迅速影响了日本国内的图书馆界。:92,93

### 战中图书接收

#### 南京
1937年，卢沟桥事件爆发。此后日军占领了中国的多个大城市。满铁为了支持日军，派出了各种专业人士。1938年6月，满铁上海事务所的资料係主任向满铁本社提出向占领地区派出图书接收人员的要求，并与大连、奉天图书馆的馆长交涉。满铁本社指定大佐三四五为图书接收团队的负责人，在7月、8月共派遣6人赴任。大作在6月30日到达南京。此后，采用当时尚未普及的NDC（日本十进分类法）对日军在南京、上海等地缴获的图书进行分类。9月8日大佐完成任务归返大连。整理的中国古籍有约50万册。:93

#### 北京
日军在占领华北之后设立中华民国临时政府进行统治。该政权下有傀儡组织“新民会”从事思想宣传方面的工作。北京新民会在1938年6月的“剿共灭党运动中”借助日本和傀儡政府军警的力量对公共图书馆、学校、书店等进行了清查。共收缴了约7万册的书籍，但并非都是反日、亲共产党、国民党的书籍。新民会在1939年初向满铁提出派遣专业人员整理书籍的要求。大佐三四五参与了该工作，在3月20日到达了北京。:94
关于反日书籍的处理，大佐的意见是作为参考资料使用，不要销毁或封存。因而此后新民会设立了“抗日图书库”管理相关图书:94,95

### 离开满铁
1939年4月，满铁“大调查部”成立。调查部认为满铁图书馆应服务于调查工作，导致图书馆原有的人员和调查部对立。1940年9月，大佐三四五离任大连图书馆书目係主任，由调查部的石堂清伦继任。1941年2月，大佐从满铁离职。:97
1941年2月，大佐入职北支那开发株式会社的北京支店调查部，同年11月调职到东京本社的调查部。1942年4月到12月，大佐兼任文部省图书馆讲习所的讲师。1943年1月，大佐担任内阁下辖的研究动员本部资料部主事直至1946年1月。:98

## 影响
大佐三四五在战后担任京都府社会教育课长、京都学艺大学附属图书馆事务长。他在文部省组织的工作中担任图书馆专业职员的讲师、司书教谕培训讲座的主事。关于图书馆学多有著述。:88
大佐在战后初期的论文是1953年日本《学校图书馆法》所参照的依据之一。:88

## 著作
- . 日本図書館協会. 1937. doi:10.11501/1117590.
- . 丸善. 1954. doi:10.11501/2941723.
- . 山本書店. 1958.